# Kanadische Badmintonmeisterschaft 1965
Die Kanadische Badmintonmeisterschaft 1965 fand in Edmonton statt. Es war die 38. Auflage der nationalen kanadischen Titelkämpfe im Badminton.

## Titelträger
| Disziplin    | Sieger                            |
| ------------ | --------------------------------- |
| Herreneinzel | Wayne Macdonnell, BC              |
| Dameneinzel  | Sharon Whittaker, BC              |
| Herrendoppel | Rolf Paterson Edward Paterson, BC |
| Damendoppel  | Marjory Shedd Dorothy Tinline, ON |
| Mixed        | Rolf Paterson Mimi Nilsson, BC    |